# Jan Vogels
Jan Vogels (Turnhout, 18 september 1872 - 30 maart 1954) was een Belgisch arts, Vlaams activist en lid van de Raad van Vlaanderen.

## Levensloop
Vogels promoveerde tot doctor in de geneeskunde en vestigde zijn praktijk in Turnhout.
Hij was reeds voor de Eerste Wereldoorlog actief in de Vlaamse Beweging. Tijdens de oorlog werd hij activist. Hij werd voorzitter van de Turnhoutse afdeling van Volksopbeuring. In juni 1917 werd hij lid van de Eerste Raad van Vlaanderen. Op 22 december 1917 keurde hij de verklaring van Vlaamse onafhankelijkheid goed. Hij organiseerde mee de 'verkiezing' in Turnhout van de kandidaten voorgesteld voor de Tweede Raad van Vlaanderen, waar hij ook lid van werd. Hij nam zitting in de Commissie voor arbeid en sociale voorzorg en in de subcommissie van geneesheren.
In november 1918 vluchtte hij naar Nederland. In 1925 keerde hij naar België terug en werd gevangengenomen. In 1927 kwam hij vrij, nam zijn dokterspraktijk weer op en was niet meer actief in de Vlaamse Beweging.